# Antiquark charm
Antiquark charm ou antiquark charme é um antiquark, a antipartícula do quark charme. Ele possui a mesmas características que o quark charme, ele tem massa estimada em ± 1,29 GeV/c². Algumas características suas têm o mesmo módulo que o do quark charme, porém sinal contrário: spin -1/2, carga elétrica -2/3, número bariônico -1/3 e encanto (física) -1. Ele interage pelas quatro interações fundamentais da natureza: força forte, força eletromagnética, força fraca e a gravidade.

## História e antecedentes
O quark charm, o antiquark charm foram descobertos dentro do méson J/Psi, esse méson foi descoberto ao mesmo tempo em 1974 em dois laboratórios independentes..

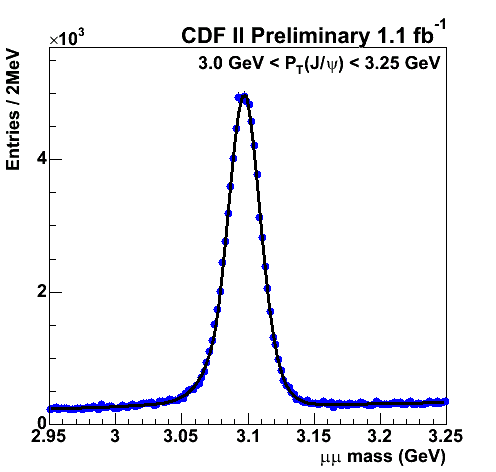
Produção de J/Ψ no Fermilab.

Os fatos que antecederam a descoberta do J/Ψ foram tanto experimentais como hipotéticos. Na década de 1960, o primeiro modelo de quark como partículas elementares foi proposto, que dizia que os prótons, nêutrons e todos os outros bárions e o também todos os mésons eram feitos por três espécies de partículas como cargas fracionárias, o quarks, que tinham diferentes tipos de ´´sabores`` chamados de quark up, quark down e quark strange (os demais três quarks ainda não haviam sido teorizados). Apesar da impressionante habilidade do modelo de quarks para trazer ordem ao ´´zoológico de partículas elementares``, seu status foi considerado como algo matematicamente ficcional no seu tempo, um simples artefato de razões físicas mais profundas.
Começando em 1969, os experimentos de espalhamento inelástico profundo no SLAC revelaram surpreendentes evidências experimentais de partículas dentro de prótons. Se estas partículas eram quarks ou não, não se sabia até então. Muitos experimentos foram necessários para que a identidade completa das características dos componentes subprotônicos  fossem medidas. A primeira aproximação, eles eram os quarks já descritos.
Contudo, uma ingênua mistura de teoria eletrofraca e o modelo quark levou a cálculos sobre modos de decaimentos que  contradiziam observações: em particular era previsto que o bóson Z mediaria trocas de sabores e decaimento de um quark strange em um quark down, mas isso nunca foi observado. Em 1970, a ideia de Sheldon Glashow, John Iliopoulos, e Luciano Maiani. conhecida como mecanismo GIM, mostrou que existiria uma partícula feita de um par quark charm-antiquark charm. Essas previsões foram ignoradas. O trabalho de Richter e Ting foram feitos por outras razões, principalmente para explorar novos níveis de energia.
Em 1974 o Méson J/Psi (um ônio) foi descoberto em dois laboratórios diferentes, cada qual deu um nome ao méson, razão pela qual o méson possui duas letras no nome.

## Compostos
- O antiquark charm forma algumas partículas compostas. Existe um méson D que é composto por um antiquark charm.
- O Méson J/Psi é um méson que contém um quark charmee um antiquark charme, motivo pelo qual é chamado de charmônio